# Volksrepublik Kuban
Die Volksrepublik Kuban oder Nationalrepublik Kuban (russisch Кубанская Народная Республика Kubanskaja Narodnaja Respublika, ukrainisch Кубанська Народна Республіка Kubanska Narodna Respublika) war ein antibolschewistischer Staat während des Russischen Bürgerkriegs, der das Kuban-Gebiet in Russland umfasste.
Die Republik wurde am 28. Januar 1918 von der Kuban Rada proklamiert und erklärte am 16. Februar ihre Unabhängigkeit. Sie umfasste das gesamte Gebiet der ehemaligen Oblast Kuban des Russischen Reiches. Während ihrer kurzen Unabhängigkeit bemühte sich die Republik erfolglos um eine Vereinigung bzw. ein Bündnis mit der Ukrainischen Volksrepublik. Am 6. November 1919 wurde die Volksrepublik Kuban de facto von den Weißen Truppen Anton Denikins besetzt, bevor sie im Frühjahr 1920 von den Bolschewiki erobert und in Sowjetrussland eingegliedert wurde.

## Geschichte

### Vorgeschichte
Während des Russischen Reiches war das Gebiet Kuban ein Kosakengebiet. Wie viele ähnliche Provinzen unterschied es sich in seiner Demografie in mehrfacher Hinsicht von den gewöhnlichen russischen Gouvernements (Gubernien). Die westlichen Regionen gehörten den Nachkommen der Schwarzmeerkosaken, die 1792 aus der Ukraine kamen. Die südlichen und östlichen Regionen wurden aus dem Kaukasuskosakenheer gebildet, das von den Donkosaken abstammte.
Die Kuban-Kosaken wurden angesiedelt, um die russischen Grenzen gegen die kaukasischen Bergvölker zu schützen, die die Russen im Kaukasuskrieg (1817–1864) bekämpften. Kuban-Kosaken stellten große Kontingente, die in vielen Kriegen an der Seite der kaiserlich-russischen Armee kämpften und die persönliche Leibwache des Zaren bildeten. Als Gegenleistung für diese Loyalität lebten sie halbwegs unabhängig und steuerfrei und genossen verschiedene Privilegien. Der militärische Charakter ihres Lebensstils spiegelte sich in der Verwaltung der Region wider, in der die Staniza-Siedlungen viel mehr Autonomie besaßen als die traditionellen russischen Dörfer und einen lokalen Ataman (Kommandanten) wählten. Im 19. Jahrhundert vertrat die Regierung die Auffassung, dass die Kosakenheere eine besondere und einzigartige Beziehung zum Kaiser hatten und ihm persönlich gegenüber loyal waren und nicht gegenüber Russland an sich.
Zahlreiche Bauern aus der Ukraine und anderen Regionen des Reiches siedelten im 19. Jahrhundert in der Region. Die Region wurde auch zu einem der frühen Zentren der ukrainischen Nationalbewegung. Die Frage des Landbesitzes führte zu erheblichen Reibereien zwischen den Bauern und den Kosaken und führte häufig dazu, dass letztere Maßnahmen ergriffen, um den Besitz zu sichern. Von den Kosaken wurden die neben ihnen lebenden Nichtkosaken als Inogorodyne („Fremde“) bezeichneten, eine eher abfällige Titulierung.

### Februarrevolution
Nach der Februarrevolution von 1917 in Petrograd kämpfte die russische provisorische Regierung weiter im zunehmend unpopulären Ersten Weltkrieg. Infolgedessen begann die russische Armee zu zerfallen. Die Kuban-Kosaken verließen die Front und kehrten nach Hause zurück, um ihre Heimat vor einer drohenden osmanischen Invasion zu schützen.
Während des Russischen Reiches wurde das Kuban-Gebiet direkt vom Zaren durch einen ernannten Ataman verwaltet, bei dem es sich in der Regel um einen Nichtkosaken handelte. Die Vorstellung, dass die Kosakenheere persönlich dem Zaren und nicht Russland gegenüber loyal waren, führte dazu, dass viele Kosaken nach dem Ende der Monarchie im März 1917 das Gefühl hatten, Russland gegenüber nicht mehr loyal sein zu müssen. Nach der Abdankung des Zaren erklärte sich das selbsterklärte Parlament, die Kuban Rada, im März 1917 zur alleinigen Verwaltungsinstanz.

### Volksrepublik Kuban

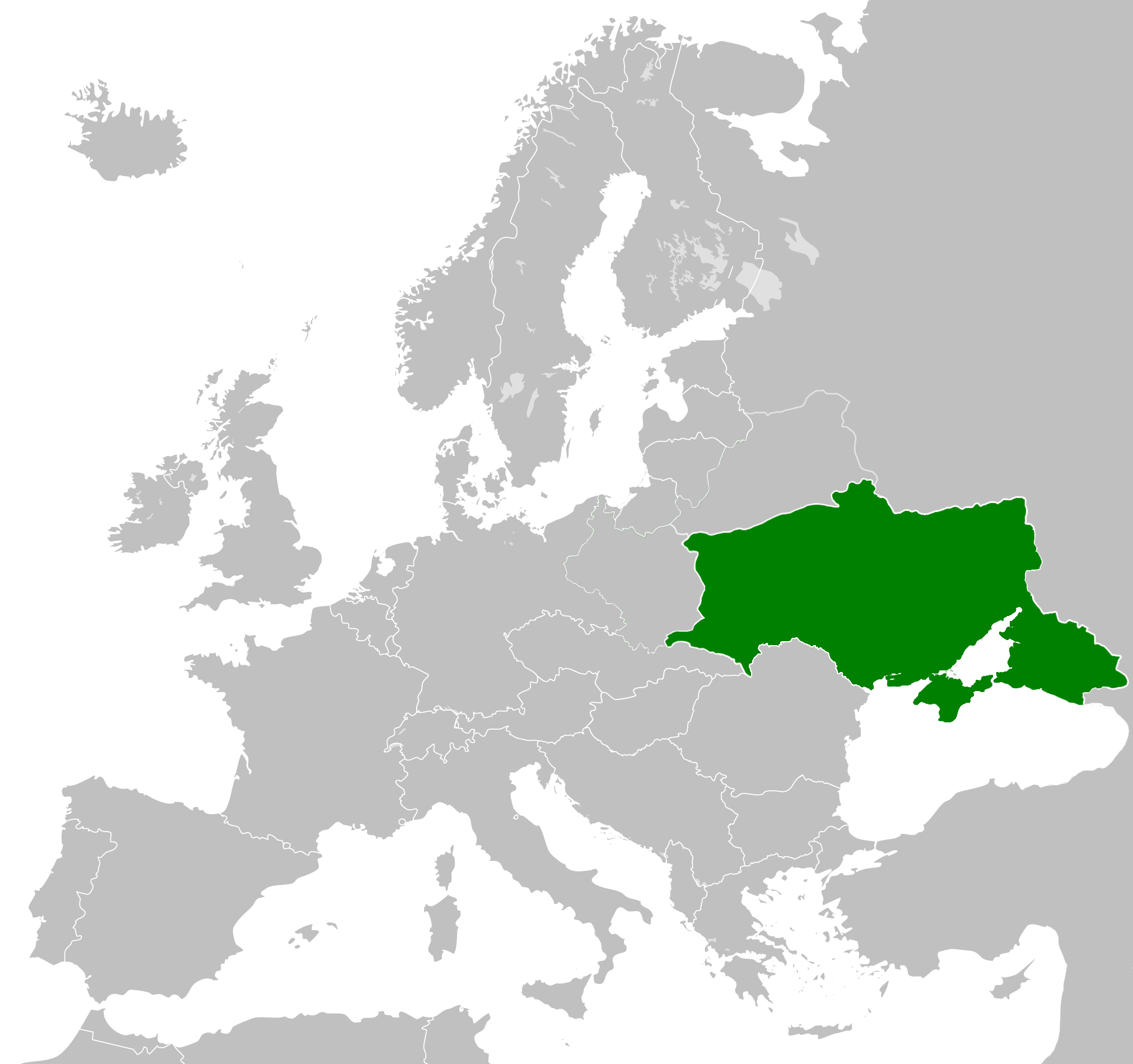
Von der Ukrainischen Volksrepublik auf der Pariser Friedenskonferenz 1919 beanspruchtes Gebiet

Vom 30. April bis zum 3. Mai 1917 fand in Jekaterinodar ein Kosakentreffen statt. Dort wurde eine Kosakenregierung – der Kuban-Militärrat – gebildet und Mykola Riabowil zu dessen Vorsitzenden gewählt.
Mit der Oktoberrevolution kam es zur Spaltung der Bevölkerung. Die zahlreichen nichtkosakischen Bauern ließen sich von den Bolschewiki beeinflussen und riefen eine Sowjetrepublik Kuban aus. Am 28. Januar 1918 wurde die antibolschewistische Volksrepublik Kuban von der Rada ausgerufen und am 16. Februar 1918 proklamierte diese die Unabhängigkeit der Volksrepublik Kuban vom bolschewistischen Russland. Wenige Tage nach Beendigung der Sitzungen stimmten die Mitglieder des Rates für eine Resolution zum Beitritt zu einer föderalen Struktur mit der Ukraine (unter der konservativen Skoropadsky-Regierung). Unter dem Druck der Bolschewiken musste sich die Kosakenregierung jedoch im Februar 1917 aus Jekaterinodar zurückziehen.
Im März 1918, nach der erfolgreichen Offensive von Lawr Kornilow, wurde die von den Sowjets aufgelöste Kuban-Rada wiederhergestellt und unterstellte sich seiner Autorität. Die Kosaken, die früher dem Russischen Reich gegenüber loyal waren, unterstützten nun die zaristischen Weißen. Nach den ersten Erfolgen von Kornilows Freiwilligenarmee, die den Kuban von den Bolschewiken befreite, verlagerten sich die Frontlinien nach Norden in das Dongebiet.
Dies wirkte sich auf die Bedeutung der Rada aus, und im Juni 1918 begannen die Spannungen zwischen der Führungsspitze und den Kosaken zu wachsen. Vor allem zwischen den Tschernomortsy und den Lineitsy kam es zu Streitigkeiten. Erstere verfolgten eine Politik der vollständigen Unabhängigkeit der Region Kuban. Die Lineitsy hingegen glaubten weiterhin an einen wiederhergestellten konservativen russischen Staat.

### Russischer Bürgerkrieg
Ein großer Teil der landlosen Bevölkerung lehnte die Idee eines zukünftigen unabhängigen Kosakenstaates ab. Anton Denikin wurde immer unzufriedener mit der zunehmend isolierten Rada. Als diese sich erneut der Ukraine zuwandte, um eine föderale Union mit Hetman Pavlo Skoropadsky einzugehen, kam es zum Konflikt mit den Weißen und Denikin, der versuchte, ihm ergebene Leute in der Regierung einzusetzen.
Am 4. Dezember 1918 wurde auf der Sondersitzung des Rates, auf der die 2. Verfassung verkündet wurde, die Volksrepublik Kuban in Kubanskij krai umbenannt. Am 15. Dezember 1918 wählten die Kuban-Kosaken Wjatscheslaw Naumenko – einen Mann, der als Gegner des kosakischen Separatismus bekannt war – zu ihrem Feldataman. Er übte das Amt aus, bis er am 15. September 1919 unter dem Druck der Separatisten zum Rücktritt gezwungen wurde.
Im Dezember 1918 schickte die Kuban-Rada eine Delegation zur Pariser Friedenskonferenz 1919. Die Delegation bat um internationale Hilfe für den Kuban als unabhängigen Staat, der gegen den Bolschewismus verteidigt werden sollte, und kündigt ihren Bruch mit Denikin und ihre Weigerung an, weiter die Weißen zu unterstützen. All dies stellt die Triple Entente nicht völlig zufrieden. Die Volksrepublik Kuban wurde jedoch de jure von der Ukrainischen Volksrepublik, der Demokratischen Republik Aserbaidschan, dem Deutschen Reich, dem Osmanischen Reich, der Demokratischen Republik Georgien und der Bergrepublik des Nordkaukasus anerkannt.
Dieser „Verrat“ führte dazu, dass Denikin zahlreiche Mitglieder der Rada verhaften ließ. Ein Mitglied der Delegation für die Pariser Friedenskonferenz wurde wegen Hochverrats öffentlich aufgehängt. Die meisten Kosaken schlossen sich Denikin an und kämpften in den Reihen der Streitkräfte des russischen Südens, hauptsächlich in der Kuban-Armee. Im Dezember 1919, nach Denikins Niederlage, war klar geworden, dass die Bolschewiki den Kuban überrennen würden, und einigen separatistisch gesinnten Gruppen gelang es, die Rada-Behörden wiederherzustellen und sich von der Freiwilligenarmee zu lösen, entweder um die Bolschewiki im Bündnis mit anderen nach Unabhängigkeit strebenden Regierungen wie der Ukrainischen Volksrepublik und der Demokratischen Republik Georgien zu bekämpfen oder um die Ukraine im Bündnis mit den Roten von der polnischen Invasion zu befreien. Doch Anfang 1920 nahm die Rote Armee den größten Teil des Kuban ein, und sowohl die Rada als auch die weißen Armeen wurden vertrieben. Der letzte Ataman, seine Regierung und viele seiner Kosaken dienten in der Armee von Wrangel und zogen sich dann von der Krim in die Türkei zurück.

## Nachwirkung
Die Sowjets betrachteten die Kosaken später als „Volksfeinde“ und führten die Entkosakisierung ein. Das Kuban-Gebiet war in den 1930er Jahren stark von dem Holodomor betroffen und die Sowjets siedelten Bauern aus Zentralrussland in der Region an. Mit dem Zerfall der Sowjetunion im Sommer/Herbst 1991 wurden auf dem Gebiet der ehemaligen Volksrepublik Kuban mehrere Kosakenrepubliken ausgerufen. Anlass für die Ausrufung der Republiken in Karatschai-Tscherkessien war ein von Kosakenaktivisten im Sommer 1991 durchgeführtes Referendum, bei dem sich 64,8 % der Teilnehmer für die Schaffung einer Autonomie aussprachen. Dies hatte jedoch mehr symbolische Bedeutung als zu einer echten Autonomie zu führen.